# Polyrhachis melpomene
Polyrhachis melpomene é uma espécie de formiga do gênero Polyrhachis, pertencente à subfamília Formicinae.